# Municipio de Casey (Illinois)
El municipio de Casey (en inglés: Casey Township) es un municipio ubicado en el condado de Clark en el estado estadounidense de Illinois. En el año 2010 tenía una población de 3958 habitantes y una densidad poblacional de 42,03 personas por km².

## Geografía
El municipio de Casey se encuentra ubicado en las coordenadas 39°18′14″N 87°57′32″O / 39.30389, -87.95889. Según la Oficina del Censo de los Estados Unidos, el municipio tiene una superficie total de 94.17 km², de la cual 93.81 km² corresponden a tierra firme y (0.38%) 0.36 km² es agua.

## Demografía
Según el censo de 2010, había 3958 personas residiendo en el municipio de Casey. La densidad de población era de 42,03 hab./km². De los 3958 habitantes, el municipio de Casey estaba compuesto por el 98.05% blancos, el 0.33% eran afroamericanos, el 0.05% eran amerindios, el 0.35% eran asiáticos, el 0.03% eran isleños del Pacífico, el 0.48% eran de otras razas y el 0.71% pertenecían a dos o más razas. Del total de la población el 1.64% eran hispanos o latinos de cualquier raza.